# Hans Gillhaus
Johannes Paulus „Hans“ Gillhaus (* 5. November 1963 in Helmond) ist ein ehemaliger niederländischer Fußballspieler.

## Karriere

### Verein
Seine Profizeit begann Johannes „Hans“ Gillhaus 1983 beim FC Den Bosch. 1987 nahm die PSV Eindhoven den Stürmer unter Vertrag. Mit PSV konnte er zahlreiche Erfolge feiern. 1989 verließ er PSV in Richtung Schottland zum FC Aberdeen. Mit Aberdeen gewann er den Schottischen Pokal. 1992 wechselte er zu Vitesse Arnheim. Anschließend spielte er in Japan für Gamba Osaka. Nach seiner wenig erfolgreichen Rückkehr in die Niederlande zu AZ Alkmaar, für die er elf Spiele absolvierte. Nach dem Abstieg AZs wechselte er 1998 kurzzeitig zum finnischen Verein FF Jaro. In der Saison 1998/99 ließ er in der Eerste Divisie seine Karriere in ’s-Hertogenbosch bei dem Verein ausklingen, bei dem sie begonnen hatte.

### Nationalmannschaft
Sein Debüt in der niederländischen Nationalmannschaft gab Gillhaus 1987. Er wurde in zwei Spielen der WM-Qualifikation eingewechselt. In der Auswärts-Begegnung gegen Griechenland kam er nach 65 Minuten beim Stand von 1:0 für die Niederlande ins Spiel und erzielte die weiteren zwei Tore zum 3:0-Endstand. Danach kam er jedoch erst wieder bei der Fußball-Weltmeisterschaft 1990 in Italien zum Einsatz, spielte dort in der Gruppenphase bei den Unentschieden gegen England und irische Fußballnationalmannschaft jeweils über 90 Minuten und wurde bei der Achtelfinal-Niederlage gegen Deutschland zehn Minuten vor Schluss für Richard Witschge eingewechselt. Nach zwei weiteren Einsätzen im WM-Jahr kam er erst vier Jahre später zu zwei weiteren Länderspielen. Den letzten Auftritt im Oranje-Dress hatte er gegen Schottland am 23. März 1994. Nach neun Einsätzen mit zwei Treffern im Laufe von fast acht Jahren war seine Länderspielkarriere beendet.

## Nach der aktiven Laufbahn
Gillhaus arbeitete als Chef-Scout für den FC Chelsea in London, ehe er im August 2011 als technischer Manager zum belgischen Erstligisten SV Zulte Waregem wechselte.